# Sparbanken Skåne Arena
Sparbanken Skåne Arena est un complexe omnisports située à Lund dans le Sud de la Suède. La salle a accueilli certains matchs du championnat du monde de handball masculin 2011. Le complexe comprend une salle polyvalente ainsi qu'une patinoire.

## Histoire
La construction débuta le 2 avril 2007 et fut confiée à l'entreprise MVB AB. Le chantier se termina le 1er septembre 2008 et la salle de 9 000 m2, répartis en trois niveaux, fut inauguré le 19 septembre. 
La salle, qui est principalement utilisée pour le handball, a coûté 120 millions SEK et la patinoire annexe 65 millions.

## Événements
- Championnat du monde de handball masculin 2011
- Ligue européenne féminine de volley-ball 2023